# Umberto De Antoni

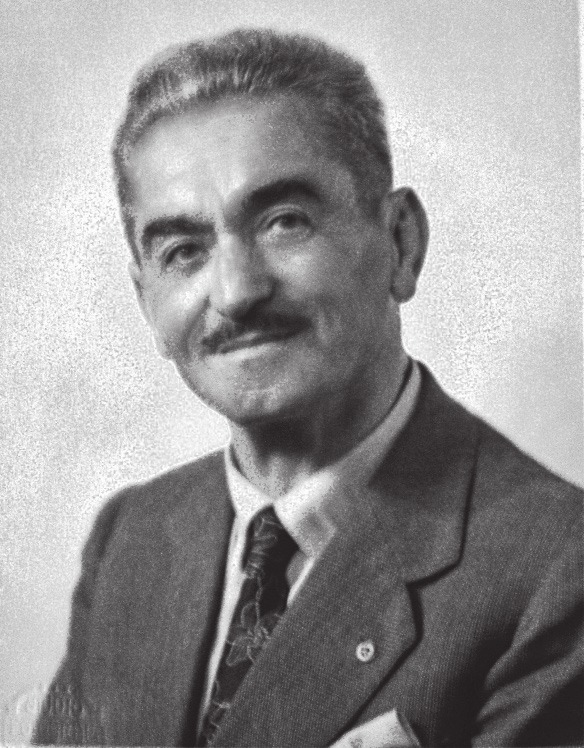
Umberto De Antoni

Umberto De Antoni (* 11. Juni 1881 in Rigolato; † 7. April 1971 in Comeglians) war ein italienischer Kaufmann, Industrieller, Unternehmer und Mäzen.

## Werdegang

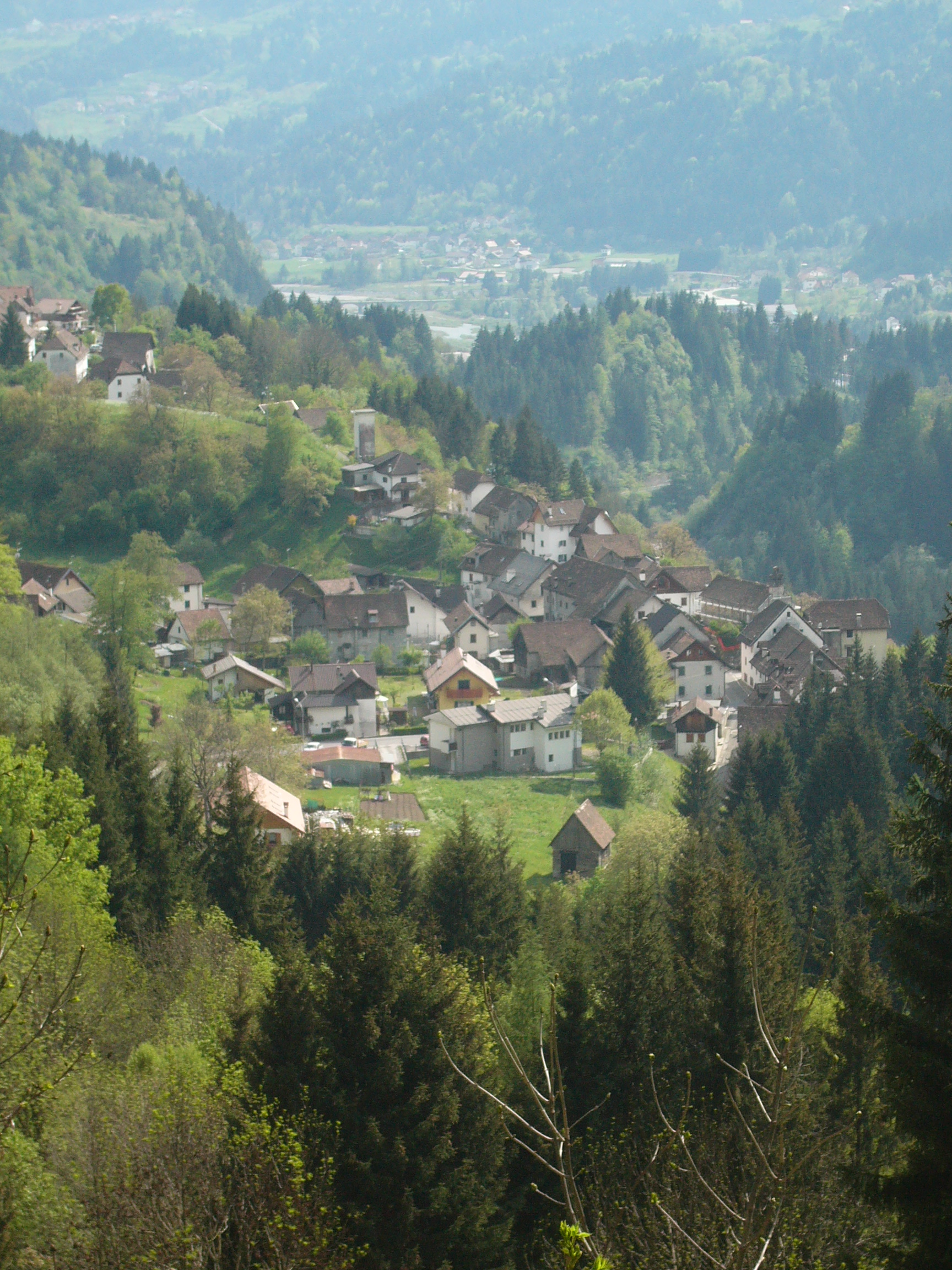
Heimatort Mieli bei Comeglians

Er wurde am 11. Juni 1881 in Rigolato in Karnien als Sohn eines Steinmetzes geboren, der einen kleinen Tabak- und Salzladen in Mieli, einem Weiler in der Gemeinde Comeglians hatte, wo die Familie lebte.

### Erster Weltkrieg
Er baute und betrieb ab 1914 ein Sägewerk in Villa Santina. Er rüstete es, auch dank ministerieller Förderung, mit modernen Maschinen, ansehnlichen Räumen und neuen Strukturen aus, bis es im Frühjahr 1917 eine Fläche von 8000 Quadratmetern einnahm.
Das Wachstum des Sägewerks De Antoni in Villa Santina ist ein gutes Beispiel für die Entwicklung der großen Industrieanlagen während des Ersten Weltkriegs. Dank ministerieller Förderung vergrößerte das Unternehmen die Fabrik und rüstete sie mit einer Turbine, einer Gattersäge mit mehreren vertikalen Sägeblättern und einigen Kreissägen aus, wodurch die Tagesproduktion auf 50–60 Kubikmeter gesteigert werden konnte; im Zweijahreszeitraum 1916–1917 wurden nacheinander ein neuer Kanal, eine Hafeneinfahrt, neue Lagerhäuser und eine Weiterverarbeitungsanlage gebaut. Um genügend Holz fällen zu können, bat das Unternehmen die Gemeinde um neue Grundstücke.
Nachdem De Antoni zu einem „Hilfsbetrieb“ mit rund 250 Mitarbeitern geworden war, gelang es ihm, die Verladehöfe zu erweitern, Baracken für das Personal, einen neuen Einlass für den Kanal und in Zusammenarbeit mit den Militäringenieuren eine schmalspurige Feldbahn zu bauen, die den Betrieb  mit dem normalspurigen Eisenbahnnetz verband.
Aufgrund der mangelnden Transportmöglichkeiten per Eisenbahn kam es zu einem Preisverfall, so dass Matteo Brunetti, ein Industrieller und Bürgermeister von Paluzza, im Sommer 1917 im Auftrag des Holzkomittees Comita to Legname dem Generalsekretariat alarmiert mitteilte, dass die Sägewerke „hier auf einen Schiffbruch zusteuern“.

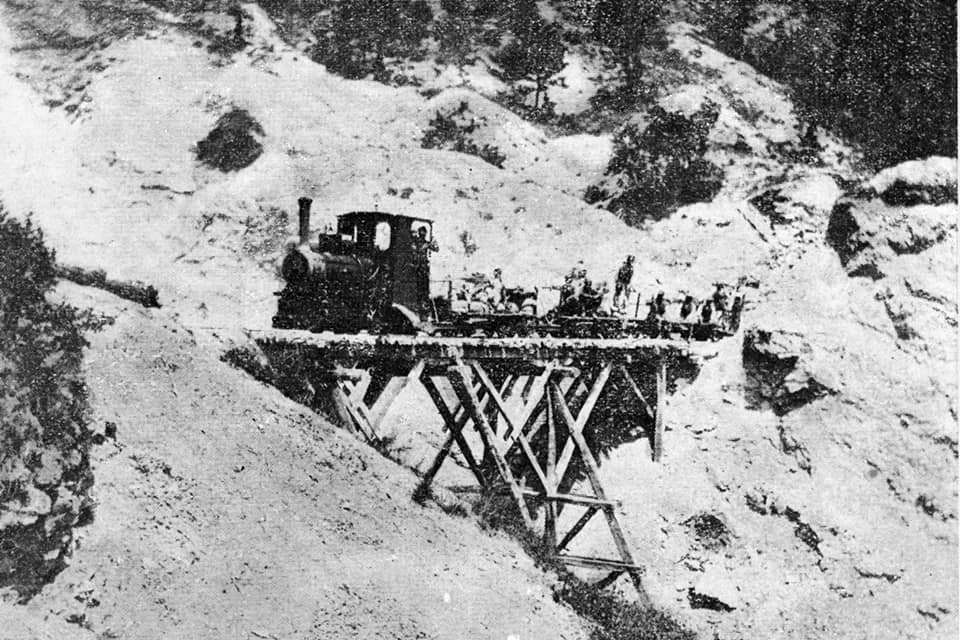
Waldbahn Quara–Febbio

Nach der Einberufung in den Kriegsdienst wurde er von der Front zurückgerufen, um zur Holzversorgung der Armee beizutragen. Dadurch erlebte sein Sägwerk eine beträchtliche Entwicklung. Nach der Niederlage von Caporetto zog er in die Emilia, wo ihm die Aufgabe übertragen wurde, zusammen mit dem Generalunternehmer Matteo Brunetti unter dem Firmennamen Brunetti – De Antoni & Co gebauten Waldbahn Quara–Febbio die Ausbeutung der Apenninwälder zu organisieren.

### Zwischenkriegszeit
Nach Kriegsende nach Karnien zurückgekehrt, engagierte er sich für die Renovierung des vom Krieg in Mitleidenschaft gezogenen Werks in Villa Santina. 1923 baute er, mit seinen Brüdern, in Bagni di Lusnizza bei Tarvisio ein neues Sägewerk und eine 15 Kilometer lange Seilbahn mit dem Ziel, 60.000 Kubikmeter Holz in einem schwer zugänglichen Gebiet abzutransportieren. Von hier aus konzentrierte er seine Tätigkeit bis Anfang der 1930er Jahre auf den forst- und pastoralen Sektor, um auf die Krise zu reagieren, die die friaulischen Berge infolge des starken Rückgangs des Holzmarktes auf nationaler Ebene heimsuchte. Neben der Gründung einer landwirtschaftlichen Kolonie in San Donà di Piave im Jahr 1925 kaufte er hochgelegene Weiden, kümmerte sich um die Anordnung von Land und Bächen und führte die Aufforstung auf bisherigem Brachland durch, das für die Landwirtschaft oder die Beweidung weniger geeignet war.
Neben den Sägewerken errichtete er Holzverarbeitungsbetriebe, von denen die erste 1931 in der Villa Santina, 1935 eine zweite in Longarone und 1940 eine dritte in Olang in der Provinz Bozen errichtet wurde. Darüber hinaus baute Umberto De Antoni nach dem Ersten Weltkrieg Dutzende Kilometer Seilbahnen für den Transport von Holz flussabwärts, das die Sägewerke aus den unzugänglichsten Gebieten versorgen sollte, und er baute auch unzählige Unterstände im Hochgebirge für die Sommerweide, so dass hundert Arbeiter dauerhaft in den Berghütten beschäftigt werden konnten.
Er baute auch Unterstände für das Vieh, die die Weide von rund 3000 Tieren ermöglichten, und einen Komplex von Berghütten, die mit modernen Geräten für die Milchverarbeitung ausgestattet waren, was in jüngerer Zeit die Herstellung von „Montasio“-Käse ermöglichte.

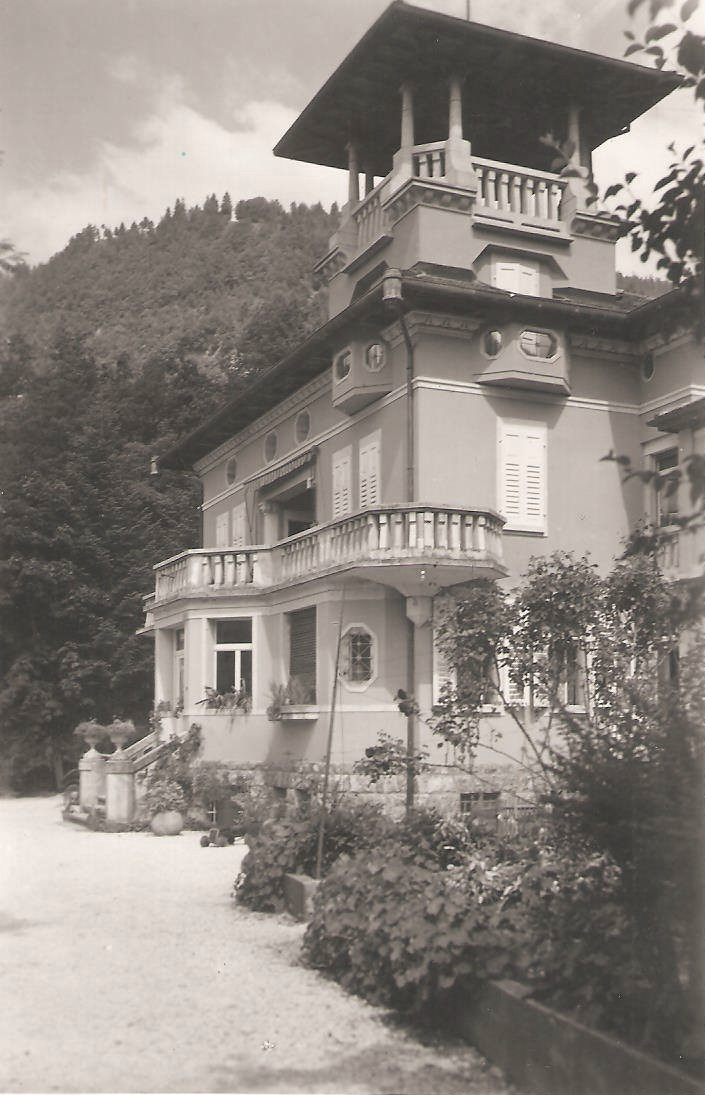
Villa Umberto (De Antoni) in Comeglians

Im Jahr 1931 löste er die Patrimonialgemeinschaft mit seinen Brüdern auf, erwarb aber keine der gemeinsam errichteten Fabriken, sondern nahm er seine unternehmerische Tätigkeit erneut in der Holzverarbeitung wieder auf. Im selben Jahr baute er in Villa Santina ein neues Sägewerk, das durch den Bau eines Wasserkraftwerks autark für seinen Energiebedarf wurde und auch einige Städte im Degano-Tal mit seinen Produktionsüberschüssen versorgte.
1935 eröffnete er ein weiteres Holzverarbeitungswerk in Longarone (Belluno), zu dem 1940 das in Olang (Südtirol) errichtete Werk hinzukam. Die erneute Aktivität machte ihn zu einem der wichtigsten Holzlieferanten für die Armee im Zweiten Weltkrieg.

### Zweiter Weltkrieg
Die Regierung sandte ihn 1939 aufgrund seiner anerkannten unternehmerischen Erfahrung im Forstsektor nach Ostafrika, wo er als Mitglied der technischen Kommission für die Untersuchung der möglichen Nutzung der Kolonialwälder zuständig war. In den letzten Tagen des Konflikts wurde er im Zuge der tragischen Ereignisse in Ovaro Anfang Mai 1945 von einer Kolonne sich zurückziehender Kosaken gefangen genommen, von denen er unter Gefahr einer Erschießung befreit wurde.
In der Anfangsphase des Wiederaufbaus nahm er als Vertreter der karnischen Industriellen an den Treffen teil, die zur Gründung der Karnischen Gemeinschaft führten. In derselben Funktion war er Mitglied des Vorstands des Seniorenheims Tolmezzo, dessen Bau dem karnischen Comitato di Liberazione Nazionale (CLN) vom Holzindustriebetrieb versprochen wurde. Diese Verpflichtung ist er eingegangen, um den Erwerb einer beträchtlichen Menge Rundholz zu kompensieren, das die  CLN als Kriegsbeute beanspruchte, da es von den sich zurückziehenden deutschen Truppen zurückgelassen worden war.
Seine Geschäftsaktivitäten wuchsen in der Nachkriegszeit weiter, als 1952 in der Gemeinde Ovaro ein neues Wasserkraftwerk eingeweiht wurde, das zusätzlich zum zuvor erwähnten Kraftwerk eine Menge von 32 Millionen Kilowattstunden pro Jahr produzierte, die über ein 70 Kilometer langes Leitungsnetz verteilt wurde.

## Soziales Engagement
Ende der 1950er Jahre beschäftigte sein Unternehmen mehr als 800 Mitarbeiter und etablierte sich damit als einer der größten Wirtschaftsbetriebe in den friaulischen Bergen. An der Schwelle zu seinem 79. Lebensjahr wurde ihm der Titel eines Ritters der Arbeit verliehen. Als Grund dieser Ehrung, die zu anderen bereits erhaltenen Ehren hinzukam (Orden der Krone von Italien, Ritterorden vom Heiligen Grab,  Ritter- und Großoffizier-Verdienstorden der Italienischen Republik), wurden nicht nur unternehmerische Verdienste, sondern auch Wohlfahrtsverdienste angeführt. Tatsächlich war er der Förderer zahlreicher Wohltätigkeitsorganisationen, indem er Patronate und Institute (darunter das Bearzi in Udine) sowie die kulturelle Initiativen von FACE subventionierte.
Er unterstützte die Berufsausbildung durch die Finanzierung der vorberuflichen Schule und des Berufsinstituts von Comeglians. Bei der Abschlussfeier des Schuljahres 1961/62 der Berufsschule und des Freien Berufsinstituts für Bauwesen wurde diese nach Umberto De Antoni benannt, und jedes der Klassenzimmer erhielt den Namen von drei verdienstvollen Wohltätern: Gio Balla Raber, Pietro De Antoni und Marco Raber.
Er setzte sich für die Arbeitnehmer ein, indem er Prämien für ältere Arbeitnehmer ohne Sozialversicherung einführte, Wohneinheiten für die Arbeiter baute und Kolonien für ihre Kinder förderte. Er starb am 7. April 1971 in Comeglians, wo er mit seiner Frau Maria Tolazzi und seinen Adoptivsöhnen Umberto und Luigi gelebt hatte.